# Lucio Julio César (cónsul 64 a. C.)
Lucio Julio César  fue un político y militar romano del siglo I a. C. perteneciente a la gens Julia.

## Familia
Lucio Julio César fue miembro de los Julios Césares, una rama patricia de la gens Julia. Fue hijo del cónsul Lucio Julio César y de Fulvia (hija del cónsul Marco Fulvio Flaco), hermano de Julia, madre de Marco Antonio, y padre de Lucio Julio César y Sexto Julio César, procuéstores en África y Siria respectivamente durante la guerra civil.

## Carrera
Ocupó el consulado en 64 a. C. junto con Cayo Marcio Fígulo y fue seguidor, como su padre, del partido aristocrático. 
Durante el debate en el senado respecto al castigo a imponer a los acusados de la conspiración de Catilina, votó a favor de la pena de muerte a pesar de que su cuñado Publio Cornelio Léntulo Sura estaba entre ellos. En algún momento posterior a su consulado accedió al cargo de augur. Lucio César parece haber permanecido varios años en Roma, después de su consulado, sin haber ido a ninguna provincia. 
Fue legado en la Galia en 52 a. C., a las órdenes de Julio César.
Allí permaneció hasta el estallido de la guerra civil en el año 49 a. C., cuando acompañó a Julio César en Italia. Sin embargo, no tomó parte activa en la lucha contra Cneo Pompeyo Magno. Tras la batalla de Farsalia, César envió a algunas de sus legiones veteranas a Italia. Sin embargo, se produjo un motín entre estas legiones que obligó a Marco Antonio, que ocupaba entonces el cargo de magister equitum (segundo al mando después del dictador), a abandonar Roma para solventar el problema. En su ausencia, en el año 47 a. C., Lucio César estuvo al cargo, pero demostró ser demasiado viejo como para impedir que en Roma se desencadenara una serie de disturbios.
El asesinato de César en 44 a. C. provocó una atmósfera de inestabilidad por toda la República romana. Intentando permanecer neutral en el enfrentamiento cada vez más enconado entre partidarios de César y sus asesinos, se retiró a Neápolis, y de allí se trasladó a Aricia. Su retiro, sin embargo, fue breve, y Lucio César volvió a Roma antes de que finalizara el año. Se unió abiertamente a la facción senatorial de Marco Tulio Cicerón, liderando al senado en el año 43 a. C. contra la ley agraria de Antonio. 
Más que cualquier otra cosa, Lucio Julio César intentó evitar una nueva guerra civil, y trabajó para intentar reconciliar a las distintas facciones. Se opuso a los deseos de los más extremistas de su partido, que deseaban que se declarara a Antonio enemigo del Estado (hostis rei publicae), y llevó una propuesta al Senado que los hechos ocurridos en Mutina debían ser llamados un "tumulto", y no una guerra propiamente tal. En el mismo sentido, propuso que fuera P. Sulpicio, y no Cayo Casio Longino o los cónsules Aulo Hircio y Cayo Vibio Pansa, como los más extremistas de su partido deseaban, el que condujera la guerra contra Publio Cornelio Dolabela. Su objetivo era evitar que los asuntos llegaran a tales extremos que evitaran cualquier posibilidad de posterior reconciliación, pero, después de la derrota de Marco Antonio a mediados de abril, Lucio César fue uno de los primeros en decir públicamente que Antonio debería ser declarado enemigo de Roma. Pagó por ello cuando se formó el Segundo Triunvirato y llegó a ser proscrito por Marco Antonio (el segundo de la lista). Huyó a casa de su hermana Julia y permaneció ahí hasta que los ruegos de ésta lograron finalmente el perdón de su hijo.
Murió en algún momento posterior a 43 a. C. pues su nombre no vuelve a ser mencionado.